# Cirrhosoma
Cirrhosoma là một chi bướm đêm thuộc họ Geometridae.